# Осуміліт
Осуміліт (рос. осумилит; англ. osumilite; нім. Osumilith m) — мінерал, водний алюмосилікат калію, натрію, магнію та заліза кільцевої будови.

## Загальний опис
Хімічна формула: (K, Na) (Fe2+, Mg)2 (Al, Fe)3(Si, Al)12O30•H2O. Якщо Mg>Fe2+, то мінерал називається магній-осуміліт.
Сингонія гексагональна. Короткопризматичні або таблитчасті кристали, утворює друзи в порожнинах вулканічних порід. Густина 2,64. Блиск скляний. Колір від синього до чорного. Зустрічається в жеодах кислих вулканічних порід в асоціації з високотемпературними мінералами.
Перші знахідки — в провінції Осумі (Японія), є в Гершенбурґ і Беллерберґ (р-н оз. Лаахер, ФРН).
Названий за місцем виявлення (A.Miyashiro, 1953).